# 大分エル・エヌ・ジー
大分エル・エヌ・ジー株式会社（おおいたエル・エヌ・ジー、英文社名： Oita Liquefied Natural Gas Company, Inc.）は、大分県大分市の大分臨海工業地帯において液化天然ガス（LNG）の受入、貯蔵、気化、送出等を行う企業である。
九州電力が株式の98%を保有しており、九州電力グループに属している。

## 概要
オーストラリア、インドネシア、サハリンから年間171万トンのLNGを受け入れ、気化してガスの状態でパイプラインにより九州電力新大分発電所や大分瓦斯大分工場へ送出するとともに、LNGの状態でタンクローリーにより大分瓦斯、出水ガス、日本瓦斯、西部ガスへの供給を行っている。

## 設備
- 敷地面積 - 296,000m2
- 貯蔵設備 - 計46万kl（8万klタンク 4基、14万klタンク 1基）
- 気化設備 - 計570トン/時（95トン/時 x 6基）

1990年（平成2年）の営業運転開始当初は、8万klタンク4基、気化設備4基体制であったが、1998年 （平成10年）に気化設備2基を増強。1999年 （平成11年）には14万klのLNGタンクを増設して現在の体制となった。また、2006年 （平成18年）にはローリー出荷設備が完成している。

## 沿革
- 1986年（昭和61年） 7月1日 - 大分エル・エヌ・ジー株式会社設立。
- 1990年（平成2年）
  - 4月20日 - 大分LNG基地完成。LNG第1船が入船。
  - 10月1日 - 大分LNG基地営業運転開始。
- 1998年（平成10年）1月23日 - LNG気化器2基を増強し、運用開始。
- 1999年（平成11年）6月10日 - 14万klのLNGタンクを増設し、運用開始。
- 2005年（平成17年）9月10日 - LNG船受入300船を達成し、記念式典が行われる。
- 2006年（平成18年） 2月6日 - ローリー出荷設備（No.1、2ポート）完成、初出荷。
- 2008年（平成20年）
  - 6月17日 - 無災害労働時間300万時間達成。
  - 11月11日 - ローリー出荷設備（No.3、4ポート）増設工事完成。